# Zehengrundgelenk

Schema der Fußknochen des Menschen. Die Zehengrundgelenke liegen zwischen den oberen Enden der gelb dargestellten Mittelfußknochen und den grün dargestellten ersten Zehengliedern.

Als Zehengrundgelenke (Articulationes metatarsophalangeae) bezeichnet man die Gelenke zwischen den Köpfchen der Mittelfußknochen (Caput ossis metatarsi) und den jeweiligen Basis des ersten Gliedes der Zehenknochen (Basis phalangis proximalis). Bei Huftieren werden die Zehengrundgelenke als Fesselgelenk bezeichnet.
Die jeweilige Basis phalangis proximalis bildet die Gelenkpfanne, die vom faserknorplig umgebildeten Ligamentum plantare ergänzt wird. Die Gelenkpfanne wird vom deutlich größeren Gelenkkopf des Caput ossis metatarsi fußsohlenseitig überragt. An beiden Seiten wird jedes Zehengrundgelenk von einem Kollateralband stabilisiert. Am Fußrücken werden die Zehengrundgelenke von der Dorsalaponeurose bedeckt. Die Zehengrundgelenke sind Kugelgelenke, aber in ihrem Bewegungsumfang eingeschränkt. Die Dorsalflexion reicht aktiv bis zu einem Winkel von 70°, passiv bis 90°. Der Grad der Beugung reicht aktiv bis zu einem Winkel von 50°, passiv bis 50°. Im Stand stehen die Gelenke in leichter Dorsalflexion. Seitwärtsbewegungen sind bei Kleinkindern gut, bei Erwachsenen jedoch kaum noch möglich

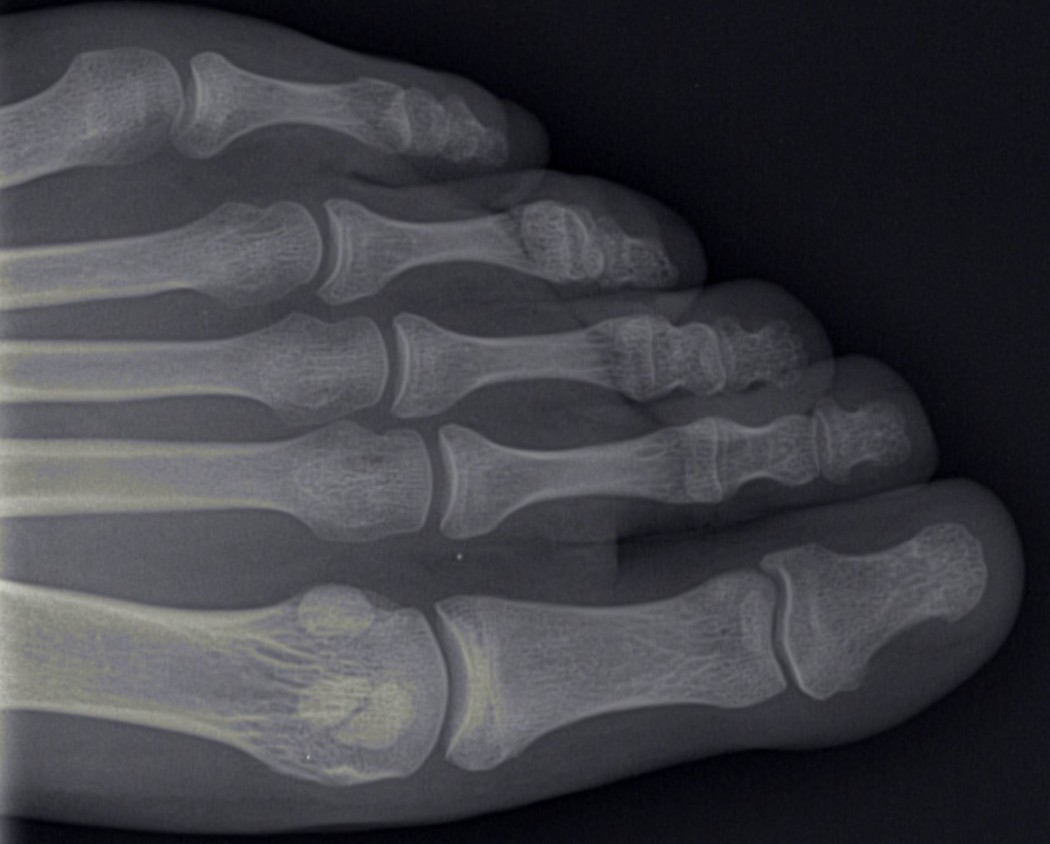
Röntgenbild der Zehenknochen

Fußsohlenseitig des ersten Zehengrundgelenks liegen beim Menschen zwei kleine Sesambeine, die in die Sehnen des Musculus abductor hallucis beziehungsweise Musculus adductor hallucis eingelagert sind. Bei den vierfüßigen Säugetieren befinden sich auf der Fußsohlenseite des Zehengrundgelenks jeweils zwei Sesambeine pro Zehenstrahl, die Ossa sesamoidea proximalia, an denen sich die Musculi interossei anheften und die als Gleitlager für die tiefe Beugesehne dienen.
Eine häufige Fehlstellung des ersten Zehengrundgelenks ist der Hallux valgus.